# Rocchette (Gallese)
Rocchette o Le Rocchette di Gallese è una frazione, isola amministrativa del comune italiano di Gallese, nella provincia di Viterbo, nel Lazio.

## Geografia fisica
L'abitato di Rocchette si trova su un pianoro tufaceo nella valle del Tevere, alla sinistra del torrente Aia del Passatore che poco più a valle sfocia nel Tevere. 
L'andamento collinare dei terrazzi fluviali del Tevere, dai 120 sino ai 33 metri s.l.m, ne caratterizza il paesaggio dove nella parte alta è presente un rigoglioso bosco, mentre nella parte a valle è praticata l'agricoltura.

## Storia

### Epoca romana
Nei pressi di Rocchette di Gallese in loc. Campitelli passava il tracciato della via Flaminia romana che si dirigeva dall'odierna Gallese scalo al sito archeologico di Otriculum, il Tevere veniva oltreapassato attraverso il Ponte Minucio in uso fino a circa il 1500, i resti del ponte crollato sono stati visibili sino all'800, detti Pile di Augusto. Dopo il crollo l'attraversamento del fiume in quel punto fu inizialmente affidato a un ponte di legno che, in seguito, venne sostituito da un traghetto chiamato "Barca di Gallese", oggi è rimasta nella toponomastica locale la Localita' Barca di Gallese.

### Medioevo
Il Castello delle Rocchette, sin dal XV secolo, apparteneva alla famiglia Solimani dèOrsini ed aveva una giurisdizione separata da quella della Comunità di Magliano Sabina. Dopo varie vicissitudini, fra cui addirittura una "guerra" contro Magliano da parte di Giovan Battista Solimani (primi decenni del secolo XVI) nel 1584 il Castello delle Rocchette, con tutti i suoi possedimenti, viene venduto da Alessandro Solimani, indebitatosi all'inverosimile, al Cardinale Cesi. Questi lo rimette subito in vendita e tra i papabili acquirenti si fa subito avanti la Comunità di Magliano. Questa però deve fare i conti con un altro compratore, il potente Cardinale Marco Sitico Altemps, feudatario del Castello di Gallese, che, grazie alla sua grande influenza nelle stanze Vaticane, lo acquista in barba alla Comunità Maglianese. Così, Rocchette diventa nel 1585 un feudo del Duca di Gallese con una postilla voluta da Sisto V: la giurisdizione sul territorio di Rocchette era del Duca, ma il territorio rimaneva nella Diocesi Sabina. Non per altro, l'accatastamento dei beni del Duca era nel territorio di Magliano, sede della Diocesi Sabina. Ragion per cui che il Cardinale Marco Sitico Altemps versa la 'Dativa' di 13,80 scudi alla Camera Apostolica e non alla Comunità Maglianese; questo a significare che i suoi beni non dipendono da Magliano, ma da Gallese. Ma l'amministratore del Duca D'Altemps, certo Settimio Paluzzi, aveva già versato alla Comunita Maglianese i 13,80 scudi per conto del Duca. Quindi il 26 dicembre del 1806 il Buon Governo ordina ai responsabili di restituire il denaro della Dativa pagata due volte dal Duca d'Altemps alla Comunità Maglianese. Se ciò non fosse avvenuto, il Duca d'Altemps poteva accatastare i suoi beni come se appartenessero al territorio del suo feudo, cioè a Gallese. E così avvenne. La Comunità di Magliano non restituì i 13,80 scudi al Duca, anche perché ciò avrebbe significato il riconoscere al Duca il diritto di non pagare i tributi all'esattore di Magliano, ed il territorio di Rocchette venne attribuito a Gallese.

## Territorio e ambiente
La frazione di Rocchette è un'isola amministrativa (enclave) del comune di Gallese nella Valle del Tevere, tra il comune di Calvi dell'Umbria e Otricoli in Umbria e il comune di Magliano Sabina nel Lazio. Il piccolo borgo si trova all'incrocio tra la via Flaminia, dove si trova l'antico edificiodell'Hosteria delle Rocchette, probabilmente una stazione di posta e la strada del Passatore che collega Calvi dell'Umbria alla via Flaminia. A poca distanza dall'uscita autostradale A1 di Magliano S.

## Geologia
Nell'isola amministrativa di Rocchette, compaiono prevalentemente sedimenti sabbiosoargillosi con intercalazioni di lenti e livelli argillosi. Qui si segnalano sabbie ricche di macrofossili (ostreidi, pecten), tipici di ambienti infratidali, che nella parte più alta della formazione (presso il Bosco) passano a delle sabbie variamente cementate con orizzonti di vere e proprie arenarie. Sabbie e conglomerati poligenici affiorano con spessori ridotti a 30 m fornendo il substrato a una formazione eruttiva di età pleistocenica.

## Monumenti e luoghi d'interesse
- Centro Storico
- Hosteria delle Rocchette[10], vecchio edificio, probabilmente una stazione di posta, osteria, lungo la via Flaminia.
- Resti del tracciato della via Flaminia romana nei pressi del Tevere